# Balaenoptera omurai
La balenottera di Omura (Balaenoptera omurai Wada, Oishi & Yamada, 2003), così chiamata in onore del cetologo giapponese Hideo Omura, è una specie di balenottera della famiglia Balaenopteridae. La sua scoperta è stata annunciata su Nature dai tre scienziati giapponesi, Shiro Wada, Masayuki Oishi e Tadasu Yamada, il 20 novembre del 2003.
Comunque, la maggior parte della comunità cetologica ha accettato con cautela l'annuncio della scoperta di questa nuova specie. Sul New York Times, ad esempio, il dottor Howard C. Rosenbaum, un biologo conservazionista della Wildlife Conservation Society, ha sostenuto che i ricercatori giapponesi hanno fatto «un lavoro ammirevole per dimostrare l'appartenenza ad una specie distinta», ma aggiunge che sono necessarie ulteriori analisi del DNA. 

Balaenoptera omurai mentre si nutre al largo del Madagascar

I tre scienziati hanno determinato l'esistenza della specie analizzando la morfologia e il DNA mitocondriale di nove esemplari - otto catturati da una nave di ricerca giapponese alla fine degli anni '70 nell'Indo-Pacifico ed un altro trovato arenato su una piccola isola del Mar del Giappone nel 1998.
Nel loro studio, gli scienziati hanno descritto la nuova specie come simile nell'aspetto alla balenottera comune, sebbene sia di dimensioni più piccole.
Nella terza edizione di Mammal Species of the World, questa «specie» è stata relegata come sinonimo della balenottera di Bryde. Comunque, gli autori hanno specificato che questa collocazione è solo temporanea.